# 橙黃毒蛾
橙黃毒蛾（学名：Euproctis nigricauda）为毒蛾科黃毒蛾屬下的一个种。